# Elecciones estatales de California de noviembre de 2008
Las elecciones estatales de California de noviembre de 2008 fueron el 4 de noviembre de 2008 en toda California. Entre las elecciones que se celebrarán son los de la oficina del Presidente de los Estados Unidos, todos los asientos de la delegación de California a la Cámara de Representantes, todos los asientos de la Asamblea Estatal, y todos los asientos impares al Senado Estatal. Doce proporciones aparecerán en la boleta electoral. Numerosas elecciones locales también tendrán lugar en todo el estado.

## Presidente
| Elecciones presidenciales de Estados Unidos en California de 2008 | Elecciones presidenciales de Estados Unidos en California de 2008 | Elecciones presidenciales de Estados Unidos en California de 2008 | Elecciones presidenciales de Estados Unidos en California de 2008 | Elecciones presidenciales de Estados Unidos en California de 2008 | Elecciones presidenciales de Estados Unidos en California de 2008 | Elecciones presidenciales de Estados Unidos en California de 2008 |
| Partido                                                           | Partido                                                           | Candidato                                                         | Compañero de fórmula                                              | Votos                                                             | Porcentaje                                                        | Votos electorales                                                 |
| ----------------------------------------------------------------- | ----------------------------------------------------------------- | ----------------------------------------------------------------- | ----------------------------------------------------------------- | ----------------------------------------------------------------- | ----------------------------------------------------------------- | ----------------------------------------------------------------- |
|                                                                   | Demócrata                                                         | Barack Obama                                                      | Joe Biden                                                         | 8,274,473                                                         | 60.21%                                                            | 55                                                                |
|                                                                   | Republicano                                                       | John McCain                                                       | Sarah Palin                                                       | 5,011,781                                                         | 36.47%                                                            | 0                                                                 |
|                                                                   | Paz y Libertad                                                    | Ralph Nader                                                       | Matt González                                                     | 108,381                                                           | 0.79%                                                             | 0                                                                 |
|                                                                   | Libertario                                                        | Bob Barr                                                          | Wayne Allyn Root                                                  | 67,582                                                            | 0.49%                                                             | 0                                                                 |
|                                                                   | Independiente Americano                                           | Alan Keyes                                                        | Brian Rohrbough                                                   | 40,673                                                            | 0.30%                                                             | 0                                                                 |
|                                                                   | Verde                                                             | Cynthia McKinney                                                  | Rosa Clemente                                                     | 38,774                                                            | 0.28%                                                             | 0                                                                 |
|                                                                   | Independiente                                                     | Ron Paul (write-in)                                               | Gail Lightfoot                                                    | 17,006                                                            | 0.12%                                                             | 0                                                                 |
|                                                                   | Independiente                                                     | Chuck Baldwin (write-in)                                          | Darrell Castle                                                    | 3,145                                                             | 0.02%                                                             | 0                                                                 |
|                                                                   | Independiente                                                     | James Harris (write-in)                                           | Alyson Kennedy                                                    | 49                                                                | 0.00%                                                             | 0                                                                 |
|                                                                   | Independiente                                                     | Frank Moore (write-in)                                            | Susan Block                                                       | 36                                                                | 0.00%                                                             | 0                                                                 |
| Inválido o votos blancos                                          | Inválido o votos blancos                                          | Inválido o votos blancos                                          | Inválido o votos blancos                                          | 181,277                                                           | 1.32%                                                             | —                                                                 |
| Total                                                             | Total                                                             | Total                                                             | Total                                                             | 13,743,177                                                        | 100.00%                                                           | 55                                                                |
| Total de votantes                                                 | Total de votantes                                                 | Total de votantes                                                 | Total de votantes                                                 | 79.42%                                                            | 79.42%                                                            | —                                                                 |

## Cámara de Representante de los Estados Unidos
Todos los 53 asientos de la Cámara de Representantes de los Estados Unidos en California serán elegidos en las elecciones. Actualmente, 34 asientos están en control de los demócratas y 19 en control de los republicanos.
| Elecciones a la Cámara de Representantes de los Estados Unidos en California de 2008 | Elecciones a la Cámara de Representantes de los Estados Unidos en California de 2008 | Elecciones a la Cámara de Representantes de los Estados Unidos en California de 2008 | Elecciones a la Cámara de Representantes de los Estados Unidos en California de 2008 | Elecciones a la Cámara de Representantes de los Estados Unidos en California de 2008 | Elecciones a la Cámara de Representantes de los Estados Unidos en California de 2008 |
| Partido                                                                              | Partido                                                                              | Votos                                                                                | Porcentaje                                                                           | Asientos                                                                             | +/–                                                                                  |
| ------------------------------------------------------------------------------------ | ------------------------------------------------------------------------------------ | ------------------------------------------------------------------------------------ | ------------------------------------------------------------------------------------ | ------------------------------------------------------------------------------------ | ------------------------------------------------------------------------------------ |
|                                                                                      | Demócrata                                                                            | 7,380,825                                                                            | 53.71%                                                                               | 34                                                                                   | 19                                                                                   |
|                                                                                      | Republicano                                                                          | 4,515,925                                                                            | 32.86%                                                                               | 0                                                                                    | 0                                                                                    |
|                                                                                      | Libertario                                                                           | 220,118                                                                              | 1.60%                                                                                | 0                                                                                    | 0                                                                                    |
|                                                                                      | Independiente                                                                        | 90,340                                                                               | 0.66%                                                                                | 0                                                                                    | 0                                                                                    |
|                                                                                      | Verde                                                                                | 60,926                                                                               | 0.44%                                                                                | 0                                                                                    | 0                                                                                    |
|                                                                                      | Paz y Libertad                                                                       | 47,659                                                                               | 0.35%                                                                                | 0                                                                                    | 0                                                                                    |
|                                                                                      | Independiente Americano                                                              | 6,286                                                                                | 0.05%                                                                                | 0                                                                                    | 0                                                                                    |
| Inválido o voto en blanco                                                            | Inválido o voto en blanco                                                            | 1,421,098                                                                            | 10.34%                                                                               | —                                                                                    | —                                                                                    |
| Total                                                                                | Total                                                                                | 13,743,177                                                                           | 100.00%                                                                              | 53                                                                                   | —                                                                                    |

## Senado Estatal de California
El Senado Estatal de California es la cámara alta de la Legislatura Estatal bicameral. Hay un total de 40 asientos y actualmente el Partido Demócrata de California tiene una mayoría de 25, y el resto con 15 bajo el control del Partido Republicano de California. En esta elección sólo los asientos impares participaran en esta elección. El término para senador es cuatro años. 
Según un análisis político, el único distrito considerado competitivo, es el distrito 5.
| Elecciones estatales al Senado de California de 2008 | Elecciones estatales al Senado de California de 2008 | Elecciones estatales al Senado de California de 2008 | Elecciones estatales al Senado de California de 2008 | Elecciones estatales al Senado de California de 2008 | Elecciones estatales al Senado de California de 2008 |
| Partido                                              | Partido                                              | Votos                                                | Porcentaje                                           | Puestos                                              | +/–                                                  |
| ---------------------------------------------------- | ---------------------------------------------------- | ---------------------------------------------------- | ---------------------------------------------------- | ---------------------------------------------------- | ---------------------------------------------------- |
|                                                      | Demócrata                                            | 3,786,204                                            | 55.06%                                               | 11                                                   | 0                                                    |
|                                                      | Republicano                                          | 2,837,361                                            | 41.27%                                               | 9                                                    | 0                                                    |
|                                                      | Independiente                                        | 131,248                                              | 1.91%                                                | 0                                                    | 0                                                    |
|                                                      | Libertario                                           | 94,132                                               | 1.37%                                                | 0                                                    | 0                                                    |
|                                                      | Paz y Libertad                                       | 26,996                                               | 0.39%                                                | 0                                                    | 0                                                    |
| Total                                                | Total                                                | 6,875,941                                            | 100.00%                                              | 20                                                   | —                                                    |

## Asamblea Estatal de California
La Asamblea Estatal de California es la cámara baja de la Legislatura Estatal bicameral . Hay un total de 80 asientos en la Asamblea. El Partido Demócrata de California controla 48 asientos, mientras que el Partido Republicano de California controla 32. Todos los asientos serán elegidos en las elecciones, con un término de dos años.
De los 80 Distritos Estatales de la Asamblea, sólo 7 a 9 son considerados completamente competitivos según un análisis político.
| Elecciones a la Asamblea Estatal de California de 2008 | Elecciones a la Asamblea Estatal de California de 2008 | Elecciones a la Asamblea Estatal de California de 2008 | Elecciones a la Asamblea Estatal de California de 2008 | Elecciones a la Asamblea Estatal de California de 2008 | Elecciones a la Asamblea Estatal de California de 2008 |
| Partido                                                | Partido                                                | Votos                                                  | Porcentaje                                             | Asientos                                               | +/–                                                    |
| ------------------------------------------------------ | ------------------------------------------------------ | ------------------------------------------------------ | ------------------------------------------------------ | ------------------------------------------------------ | ------------------------------------------------------ |
|                                                        | Demócrata                                              | 7,054,368                                              | 60.1%                                                  | 51                                                     | +3                                                     |
|                                                        | Republicano                                            | 4,681,086                                              | 39.9%                                                  | 29                                                     | -3                                                     |
|                                                        | Libertario                                             | 171,324                                                | 1.4%                                                   | 0                                                      | 0                                                      |
|                                                        | Paz y Libertad                                         | 33,212                                                 | 0.3%                                                   | 0                                                      | 0                                                      |
| Total                                                  | Total                                                  | 11,946,495                                             | 100.00%                                                | 80                                                     | —                                                      |

## Proposiciones

### Proposición 1A
La proposición 1A es un bono para financiar la línea del Tren de Alta velocidad de California que conectará a Los Ángeles y San Francisco.
| Proposición 1A | Proposición 1A | Proposición 1A |
| Sí o No        | Votos          | Porcentaje     |
| -------------- | -------------- | -------------- |
| Sí             | 6,036,361      | 52.3%          |
| No             | 5,511,039      | 47.7%          |
| Total          | 11,547,400     | 100.00%        |

### Proposición 2
Proposición 2 es una iniciativa de ley sobre el trato con el ganado
| Proposition 2 | Proposition 2 | Proposition 2 |
| Sí o No       | Votos         | Porcentaje    |
| ------------- | ------------- | ------------- |
| Sí            | 7,676,660     | 63.4%         |
| No            | 4,438,746     | 36.6%         |
| Total         | 12,115,406    | 100.00%       |

### Proposición 3
La proposición 3 es una iniciativa de ley que autoriza a los hospitales de niños a bono y subvenciones. 
| Proposition 3 | Proposition 3 | Proposition 3 |
| Sí o No       | Votos         | Porcentaje    |
| ------------- | ------------- | ------------- |
| Sí            | 6,289,281     | 54.8%         |
| No            | 5,199,380     | 45.2%         |
| Total         | 11,488,661    | 100.00%       |

### Proposición 4
La proposición 4 es una iniciativa de enmienda constitucional en relación con el período de espera y la notificación de los padres antes de practicarle el aborto a una menor.
| Proposición 4 | Proposición 4 | Proposición 4 |
| Sí o No       | Votos         | Porcentaje    |
| ------------- | ------------- | ------------- |
| No            | 6,923,247     | 52.2%         |
| Sí            | 5,626,092     | 47.8%         |
| Total         | 11,761,113    | 100.00%       |

### Proposición 5
La proposición 5 es una iniciativa de estatuto con respecto a los delincuentes no violentos, sentenciados, o con libertad condicional y rehabilitación.
| Proposición 5 | Proposición 5 | Proposición 5 |
| Sí o No       | Votos         | Porcentaje    |
| ------------- | ------------- | ------------- |
| No            | 6,923,247     | 59.9%         |
| Sí            | 4,635,918     | 40.1%         |
| Total         | 11,559,165    | 100.00%       |

### Proposición 6
La preposición 6 es una iniciativa de ley con respecto a las penalidades criminales y los fondos de la seguridad pública.
| Proposition 6 | Proposition 6 | Proposition 6 |
| Sí o No       | Votos         | Porcentaje    |
| ------------- | ------------- | ------------- |
| No            | 7,813,420     | 69.5%         |
| Sí            | 3,444,642     | 30.5%         |
| Total         | 11,258,062    | 100.00%       |

### Proposición 7
La preposición 7 es una iniciativa de ley con respecto a la energía renovable.
| Proposición 7 | Proposición 7 | Proposición 7 |
| Sí o No       | Votos         | Porcentaje    |
| ------------- | ------------- | ------------- |
| No            | 7,481,238     | 65.1%         |
| Sí            | 4,026,359     | 34.9%         |
| Total         | 11,507,597    | 100.00%       |

### Proposición 8
La proposición 8 es una iniciativa de enmienda constitucional que, si se llega a pasar, eliminaría el derecho a las personas del mismo sexo a contraer matrimonio.
| Proposición 8 | Proposición 8 | Proposición 8 |
| Sí o No       | Votos         | Porcentaje    |
| ------------- | ------------- | ------------- |
| Sí            | 6,348,097     | 52.2%         |
| No            | 5,818,781     | 47.8%         |
| Total         | 12,166,878    | 100.00%       |

### Proposición 9
La proposición 9 es una iniciativa de enmienda constitucional y estatuto que se hace cargo del sistema de la justicia criminal, derechos de las víctimas y libertad condicional.
| Proposición 9 | Proposición 9 | Proposición 9 |
| Sí o no       | Votos         | Porcentaje    |
| ------------- | ------------- | ------------- |
| Sí            | 6,033,340     | 53.5%         |
| Sí            | 5,250,386     | 46.5%         |
| Total         | 11,283,776    | 100.00%       |

### Proposición 10
La proposición 10 es un bonos para vehículos alternativos y energía renovable.
| Proposición 10 | Proposición 10 | Proposición 10 |
| Sí o no        | Votos          | Porcentaje     |
| -------------- | -------------- | -------------- |
| No             | 6,844,589      | 60.0%          |
| Sí             | 4,575,848      | 40.0%          |
| Total          | 11,420,437     | 100.00%        |

### Proposición 11
La proposición 11 es una iniciativa de enmienda constitucional y estatuto que e encarga de la redistritación.
| Proposition 11 | Proposition 11 | Proposition 11 |
| Sí o no        | Votos          | Porcentaje     |
| -------------- | -------------- | -------------- |
| Sí             | 5,544,069      | 50.8%          |
| Sí             | 5,370,280      | 49.2%          |
| Total          | 10,914,349     | 100.00%        |

### Proposición 12
La preposición 12 es un bono que ayudaría a los veteranos a comprar propiedades.
| Proposición 12 | Proposición 12 | Proposición 12 |
| Sí o no        | Votos          | Porcentaje     |
| -------------- | -------------- | -------------- |
| Sí             | 7,074,238      | 63.3%          |
| Sí             | 4,103,416      | 36.7%          |
| Total          | 11,177,654     | 100.00%        |